# Kim Lykkeskov
Kim Lykkeskov (* 20. Juli 1983 in Vojens) ist ein dänischer Eishockeyspieler, der seit 2001 bei SønderjyskE Ishockey in der AL-Bank Ligaen unter Vertrag steht.     

## Karriere
Kim Lykkeskov begann seine Karriere als Eishockeyspieler in seiner Heimatstadt bei SønderjyskE Ishockey, für bessen Profimannschaft er seit der Saison 2000/01 in der AL-Bank Ligaen aktiv ist. In den Jahren 2006, 2009 und 2010 gewann er mit seiner Mannschaft jeweils den dänischen Meistertitel sowie in den Jahren 2010 und 2011 den nationalen Pokalwettbewerb. In der Saison 2009/10 wurde er zudem zum besten Spieler der Liga und in deren All-Star Team gewählt. 

### International

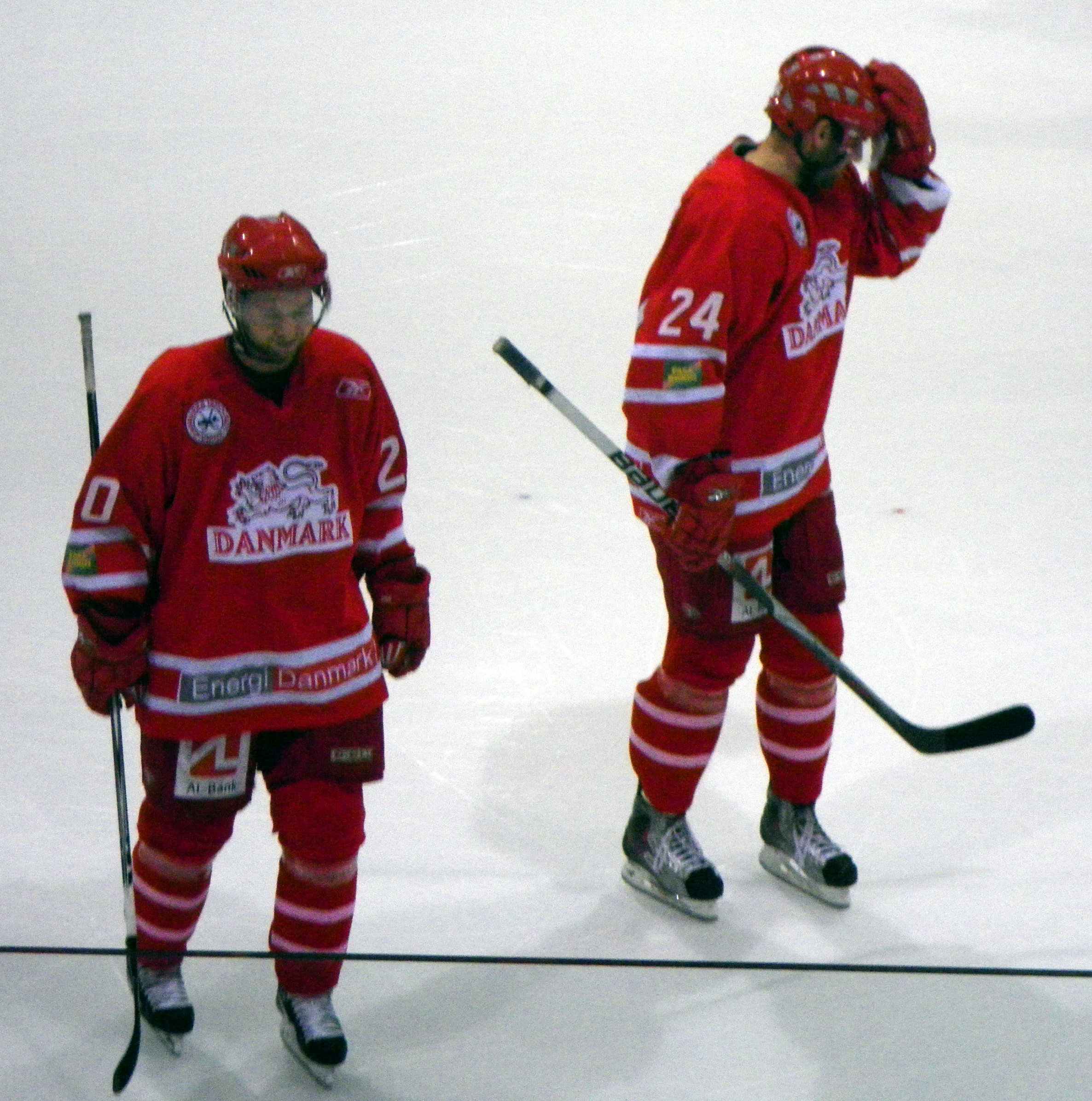
Kim Lykkeskov (li.) und Alexander Sundberg (2010)

Für Dänemark nahm Lykkeskov an den A-Weltmeisterschaften 2008, 2009, 2010 und 2012 teil. 

## Erfolge und Auszeichnungen
- 2006 Dänischer Meister mit SønderjyskE Ishockey
- 2009 Dänischer Meister mit SønderjyskE Ishockey
- 2010 Dänischer Meister mit SønderjyskE Ishockey
- 2010 AL-Bank Ligaen All-Star Team
- 2010 AL-Bank Ligaen Spieler des Jahres
- 2010 Dänischer Pokalsieger mit SønderjyskE Ishockey
- 2011 Dänischer Pokalsieger mit SønderjyskE Ishockey
- 2013 Dänischer Pokalsieger mit SønderjyskE Ishockey
- 2013 Dänischer Meister mit SønderjyskE Ishockey
- 2014 Dänischer Meister mit SønderjyskE Ishockey
- 2015 Dänischer Meister mit SønderjyskE Ishockey

## AL-Bank-Ligaen-Statistik
(Stand: Ende der Saison 2011/12)